# James Oglethorpe

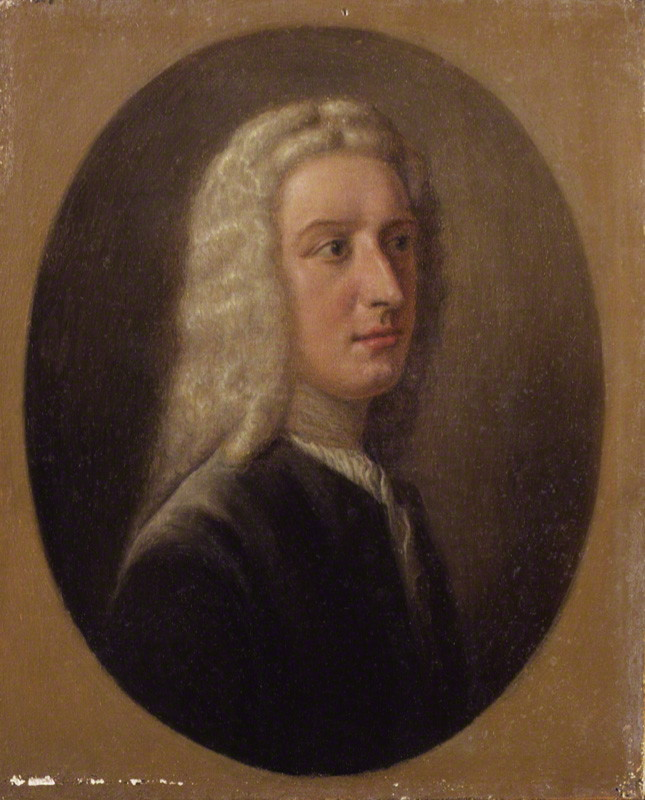
James Oglethorpe, gemalt von Alfred Edmund Dyer.
Oglethorpes Unterschrift:

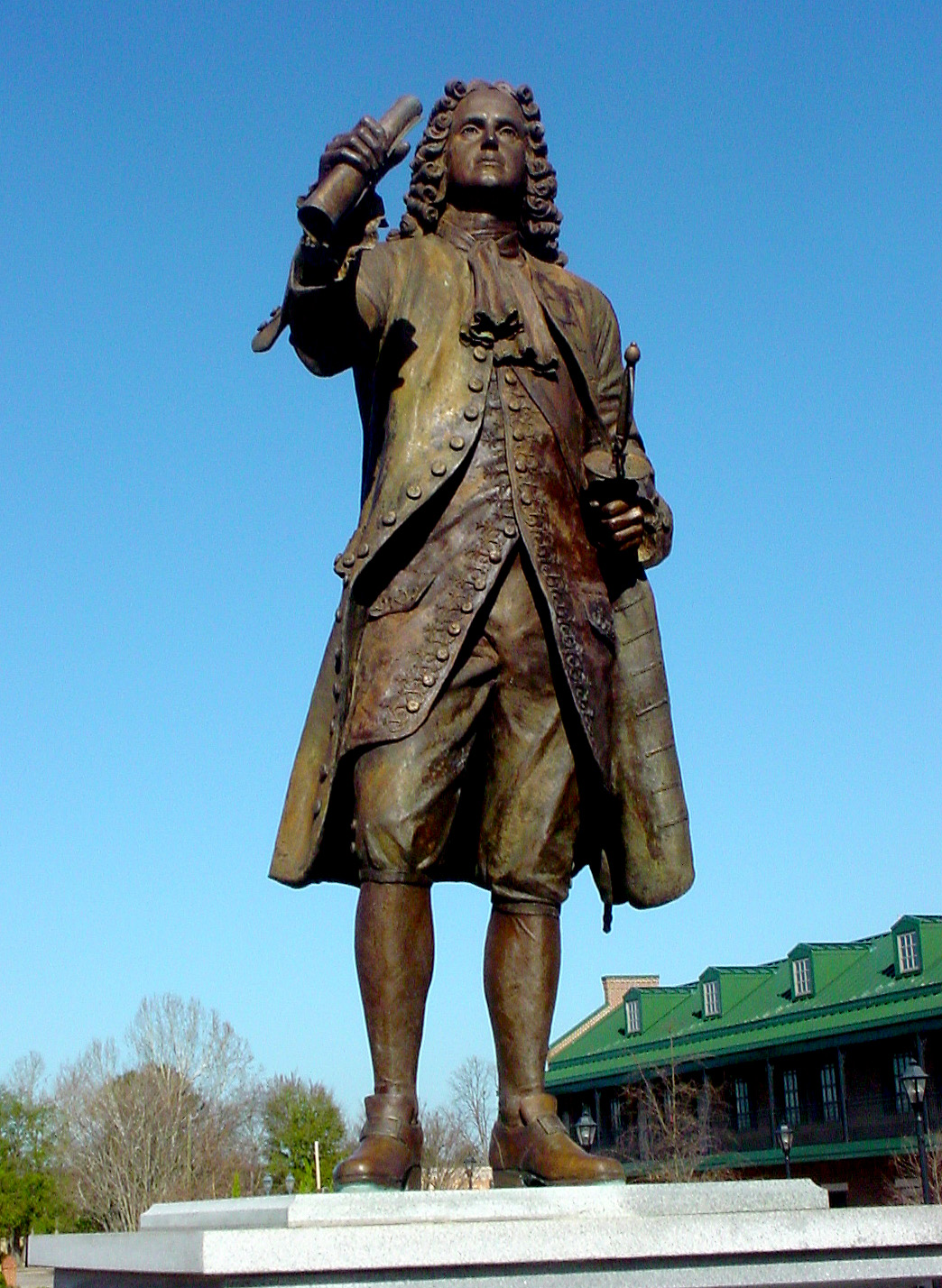
Standbild von James Oglethorpe in Augusta

James Edward Oglethorpe (* 22. Dezember 1696 in London; † 30. Juni 1785 in Cranham, England) war ein britischer General und Philanthrop. Er gründete die Kolonie Georgia, aus der später der heutige US-Bundesstaat Georgia entstand.

## Leben und Werk
Von 1722 bis 1754 war Oglethorpe als Abgeordneter für das Borough Haslemere in Surrey Mitglied des britischen House of Commons.
Oglethorpe brachte 1733 die ersten englischen Kolonisten nach Savannah. Er beauftragte Mary Musgrove für ihn als Dolmetscherin und Vermittlerin mit den Creek tätig zu sein, um die friedliche Zusammenarbeit bei Landbesiedlungen und Handel sicherzustellen. Von 1732 bis 1743 fungierte er als Repräsentant der Treuhänder für den Aufbau der Kolonie Georgia (Trustees for Establishing the Colony of Georgia in America). Er gilt als erster Gouverneur der Kolonie, obwohl er niemals diesen Titel geführt hat. Nach ihm sind das Oglethorpe County in Georgia und die Oglethorpe University in Atlanta benannt.
Als Sozialreformer hoffte er, die „würdigen Armen“ Großbritanniens in die Neue Welt umzusiedeln, wobei er sich zunächst auf die Menschen in den Schuldnergefängnissen konzentrierte. Er sah deren Haft als Ressourcenverschwendung an. 
Als Quasi-Statthalter führte er in Georgia ein Verbot von Sklaverei und Alkohol ein, um eine Art streng verwaltete Musterkolonie zu etablieren. Dies blieb erfolglos, denn während seiner Amtszeit ging Georgias Bevölkerung erheblich zurück.
Während des „Jenkins’ Ear War“ führte Oglethorpe britische Truppen gegen die in Florida stationierten spanischen Streitkräfte an. Im Jahr 1740 leitete er eine langwierige Belagerung von St. Augustine, die ebenfalls erfolglos blieb. Anschließend schlug er 1742 eine spanische Invasion in Georgia zurück. Nach einer weiteren erfolglosen Belagerung St. Augustines verließ Oglethorpe die Kolonie und kehrte nie wieder zurück.
Er führte einige Regierungstruppen im Jakobitenaufstand von 1745 an und wurde für die britische Niederlage im Gefecht von Clifton Moor verantwortlich gemacht. Obwohl er vor einem Kriegsgericht freigesprochen wurde, hatte Oglethorpe nie wieder ein britisches Kommando inne. Im Jahr 1754 verlor er die Wiederwahl ins Unterhaus. Er verließ England und diente während des Siebenjährigen Krieges verdeckt in der preußischen Armee. In seinen späteren Jahren war Oglethorpe in literarischen Kreisen bekannt und stand James Boswell und Samuel Johnson nahe.